# Donald McDougall
Donald McDougall va ser un ciclista estatunidenc que va córrer a primers del segle xx. Es va especialitzar en proves de velocitat, on va guanyar el Campionat del món en categoria amateur de 1912.

## Palmarès
- 1912
  -  Campió del món amateur en Velocitat
  -  Campió dels Estats Units amateur en Velocitat
- 1913
  -  Campió dels Estats Units amateur en Velocitat